# Franciscaines élisabethines
Les Franciscaines élisabethines (en latin: Sororum Tertiariarum Franciscalium Elisabethinarum Patavin) sont une congrégation religieuse féminine enseignante et hospitalière de droit pontifical.

## Historique
La congrégation est fondée à Padoue le 10 novembre 1828 par Élisabeth Vendramini (1790-1860) pour l'éducation et l'assistance aux orphelins et filles abandonnés. Les premières religieuses suivent la règle du Tiers-Ordre franciscain.
L’un des aspects particuliers du travail éducatif de Vendramini est que les filles sont confiées aux soins de son institut à plein temps, mais restent avec les familles où elles peuvent aller manger et dormir. Les religieuses se signalent lors de l'épidémie de grippe asiatique qui frappe Padoue en 1836 où elles sont seules à venir en aide aux malades.
L'institut est affilié à l'ordre des Frères mineurs le 19 février 1904, il obtient le décret de louange le 5 avril 1910 et ses constitutions religieuses sont définitivement approuvées par le Saint-Siège le 18 juin 1924.

## Activités et diffusion
Les sœurs se consacrent à diverses activités d’éducation, d’assistance sociale et de santé.
Elles sont présentes en : 
- Europe : Italie.
- Amérique : Argentine, Équateur.

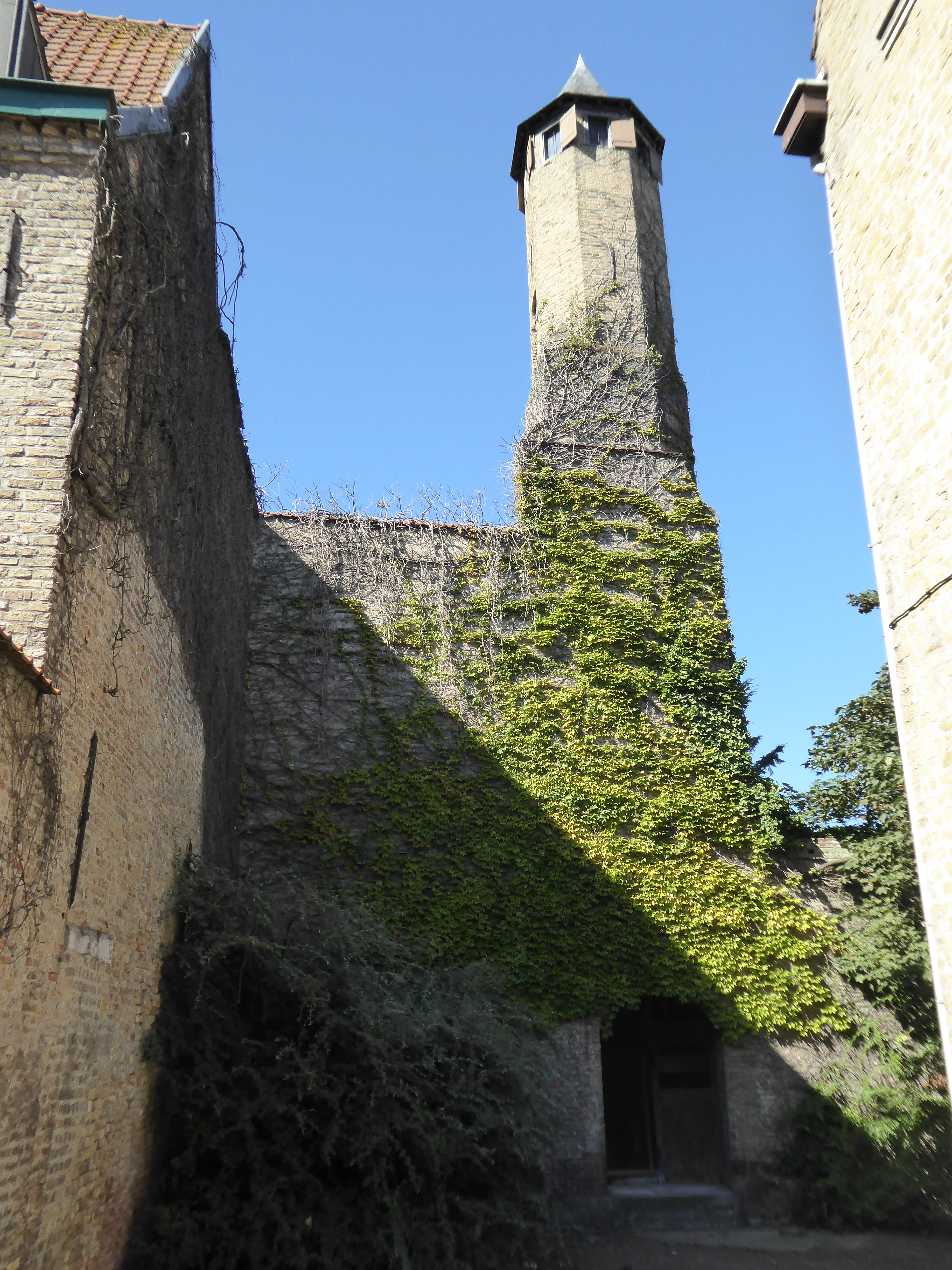
La tour de l'armateur à Dunkerque, seul vestige d'un couvent, notamment de tertiaires franciscaines élisabethines.

- Afrique : Égypte, Kenya, Soudan du Sud.
- Asie : Palestine.

La maison généralice est à Padoue.
En 2017, la congrégation comptait 724 sœurs dans 86 maisons.